# Федосеевская (Волгоградская область)
Федосеевская — станица в Кумылженском районе Волгоградской области России. Входит в состав Поповского сельского поселения. Население 48 чел. (2010).

## История
Основан в 1674 году.
Во время переписи 2002 года входил в Филинский сельсовет.
В соответствии с Законом Волгоградской области от 14 февраля 2005 года № 1006-ОД «Об установлении границ и наделении статусом Кумылженского района и муниципальных образований в его составе» хутор вошёл в состав образованного Поповского сельского поселения.

## Известные уроженцы
- Миссионер Архиепископ Владимир (Петров).

## География
Расположен в западной части региона, в лесостепи, в пределах Хопёрско-Бузулукской равнины, являющейся южным окончанием Окско-Донской низменности, на р. Хопёр.
Уличная сеть состоит из одного географического объекта: ул. Центральная.
Абсолютная высота 68 метров над уровнем моря.

## Население
| 2010 |
| ---- |
| 48   |

Гендерный состав
По данным Всероссийской переписи населения 2010 года в гендерной структуре населения из 48 человек мужчин — 25, женщин — 23 (52,1 и 47,9 % соответственно).
Национальный состав
Согласно результатам переписи 2002 года, в национальной структуре населения
русские составляли 100 % из общей численности населения в 63 чел..

## Инфраструктура
Личное подсобное хозяйство.
Пристань на р. Хопёр

## Транспорт
Автомобильный (просёлочные дороги) и водный транспорт.